# ミラノ・プラネタリウム
ミラノ・プラネタリウム（イタリア語: Planetario di Milano）はイタリア ミラノのインドロ・モンタネッリ公共庭園内にある、1930年に開業したイタリア最大のプラネタリウム。
建物はピエロ・ポルタルッピの設計により、1930年5月20日に完成した。建物の基礎は八角形で、ドームは直径19.6m、客席数は300席である。ドームのスクリーンには1930年代のミラノのスカイラインが描かれている。現在使われている投影機は、1968年から利用されているツァイスIV型である。

## 現地へのアクセス
- ミラノ地下鉄 M1線 パレストロ駅の北東 約250m
- ミラノ地下鉄 M1線 ポルタ・ヴェネツィア駅の南西 約200m
- ミラノ近郊鉄道 ミラノ・ポルタ・ヴェネツィア駅の南西 約400m